# Конституция Франции 1852 года

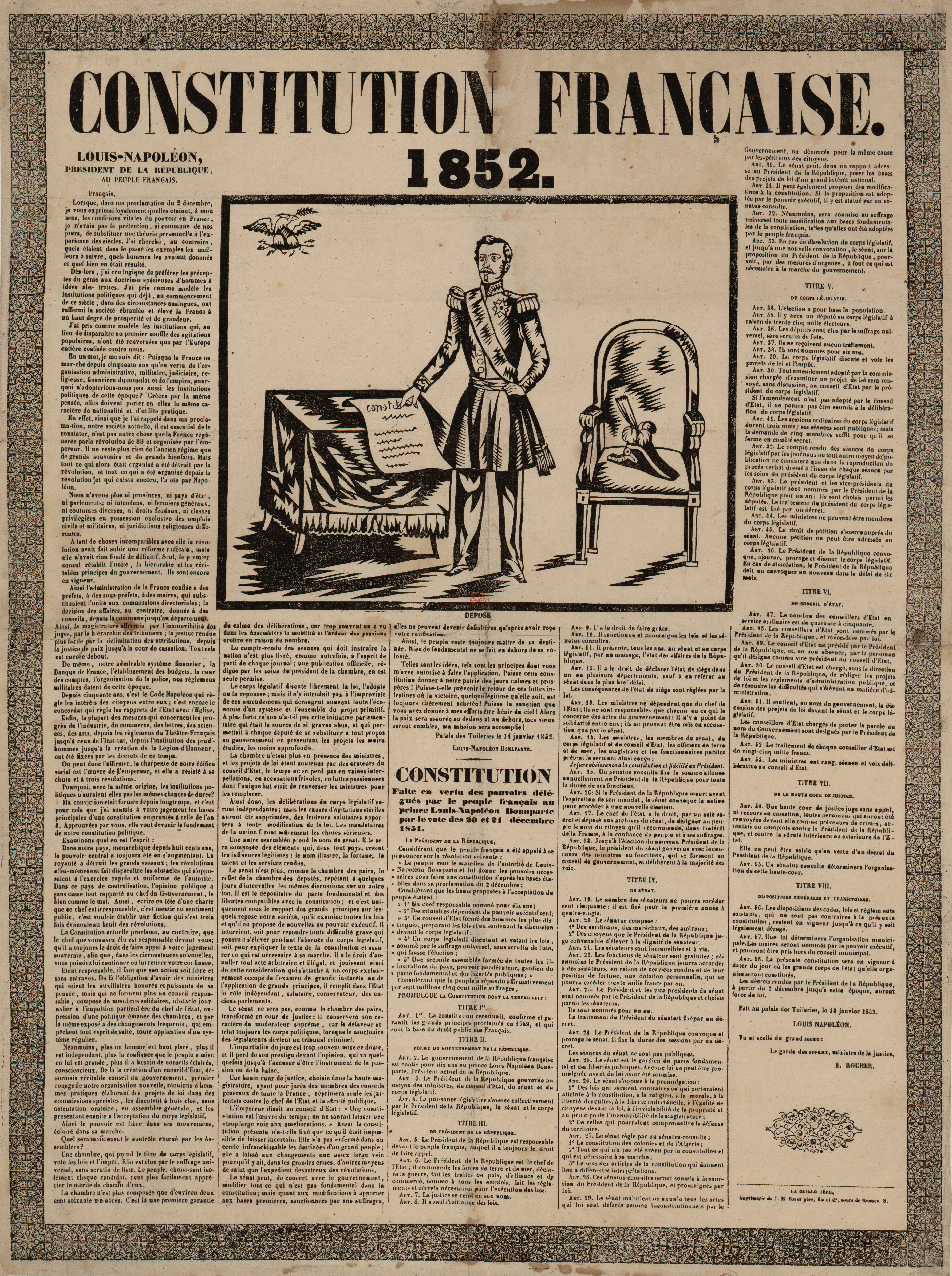
Французская конституция 1852 года (эстамп)

Конституция Франции 1852 года — основной закон Второй республики и Второй империи. Конституция 14 января 1852 г. давала народу право плебисцита в исключительных случаях, а главе государства неограниченную власть.

## История
2 декабря 1851 года во Франции произошёл государственный переворот, возглавляемый действующим президентом Французской республики Луи-Наполеоном Бонапартом. В ходе переворота законодательное собрание было распущено, а активисты оппозиционных партий — арестованы.
Для санкционирования произведенного государственного переворота Луи-Наполеон объявил плебисцит. Гражданам Франции предлагалось дать утвердительный или отрицательный ответ на вопрос, желают ли они сохранить Луи-Наполеона на посту президента и предоставить ему необходимые полномочия для установления конституции на основе следующих пяти положений:
- верховная власть принадлежит ответственному президенту, избираемому сроком на 10 лет;
- министры зависят только от исполнительной власти;
- Государственный совет, составленный из выдающихся граждан, подготавливает законы и представляет их Законодательному корпусу;
- Законодательный корпус, избираемый всеобщим голосованием, обсуждает и принимает законы;
- вторая палата, составленная из наиболее знаменитых граждан, защищает основной закон и гражданские свободы.

Большинство проголосовавших высказалось за предложенные Луи-Наполеоном изменения. Новая конституция была принята 14 января 1852 года.

## Конституция
В преамбуле к конституции изложены те пять основоположений, которые были предложены Луи-Наполеоном во время плебисцита. За преамбулой следует текст самой
конституции, состоящий из 8 глав. Конституция объявляет главой Франции Луи-Наполеона, которому вручается пост президента республики сроком на 10 лет. Президент
правит, опираясь на министров, Государственный совет, Сенат и Законодательный корпус. Законодательная власть осуществляется совместно президентом, Сенатом, и
Законодательным корпусом. Конституция гарантирует выполнение принципов Декларации прав человека и гражданина.
Президент государства является верховным главнокомандующим, заключает международные договоры. Только президент обладает правом законодательной инициативы.
Сенат составляется из кардиналов, маршалов и адмиралов, а также из граждан, назначенных президентом по своему усмотрению; общее количество сенаторов не должно
превышать 150 человек. Должность сенатора является пожизненной. Ни один закон не может быть обнародован до того, как он прошёл обсуждение в Сенате. Сенат может
противостоять принятию законов, противоречащих конституции, нарушающих основные гражданские свободы, а также относящихся к национальной безопасности.
Законодательный корпус избирается населением сроком на 6 лет, по одному депутату на каждые 35 тыс. избирателей. В компетенцию Законодательного корпуса входит
обсуждение налогов и законопроектов. Президент обладает правом роспуска Законодательного корпуса; в этом случае новый Законодательный корпус должен быть созван в
течение 6 месяцев.
Государственный совет имеет состав от 40 до 50 членов. Советники назначаются и снимаются с должности президентом. В компетенцию Государственного совета входит
обсуждение законопроектов до того, как они попадают в Сенат и Законодательный корпус.

## Последующие изменения
2 декабря 1852 года Луи-Наполеон получает титул императора. Имперская конституция вступает в силу 25 декабря 1852 года.
В 60-е годы в конституцию вносятся поправки, делающие её более либеральной:
- декрет от 24 ноября 1860 года, который предоставил право Сенату и Законодательному корпусу ежегодно подвергать рассмотрению и оценке политику правительства при помощи свободно обсуждаемого адреса в ответ на тронную речь. Кроме того, с этого момента в «Монитёре» стали печататься подробные отчёты о парламентских прениях;
- декрет от 19 января 1867 года, предоставляющий каждому депутату или сенатору право интерпелляции;
- закон от 8 сентября 1869 года, предоставляющий Законодательному корпусу право законодательной инициативы наравне с императором.